# Premi Magritte 2014

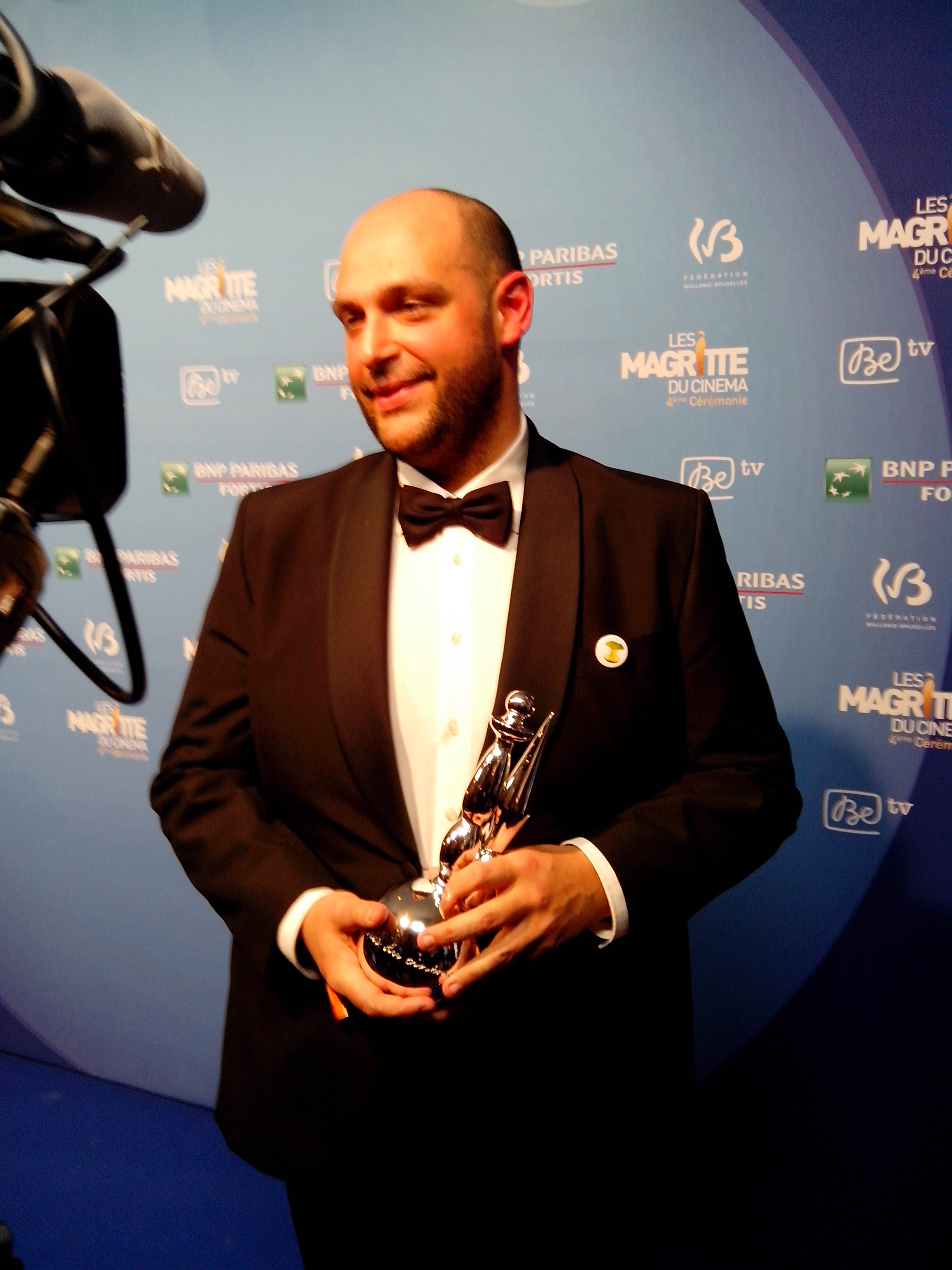
Achille Ridolfi con il Magritte come migliore attore non protagonista

La cerimonia di premiazione della 4ª edizione dei Premi Magritte si è svolta il 1º febbraio 2014 al centro congressi Square di Bruxelles. L'evento è stato presentato da Fabrizio Rongione e le candidature sono state annunciate il 9 gennaio 2014.

## Vincitori e candidati
Vengono di seguito indicati in grassetto i vincitori. Ove ricorrente e disponibile, viene indicato il titolo in lingua italiana e quello in lingua originale tra parentesi.
Miglior film
- Ernest & Celestine (Ernest et Celestine), regia di Stéphane Aubier, Vincent Patar e Benjamin Renner
  - In nome del figlio (Au nom du fils), regia di Vincent Lannoo
  - Kinshasa Kids, regia di Marc-Henri Wajnberg
  - Le monde nous appartient, regia di Stephan Streker
  - Tango Libre, regia di Frédéric Fonteyne

Miglior regista
- Stéphane Aubier, Vincent Patar e Benjamin Renner - Ernest & Celestine (Ernest et Celestine)
  - Vincent Lannoo - In nome del figlio (Au nom du fils)
  - Frédéric Fonteyne - Tango Libre
  - Sam Garbarski - Vijay - Il mio amico indiano (Vijay and I)

Miglior film straniero in coproduzione
- La vita di Adele - Capitolo 1 & 2 (La vie d'Adèle: Chapitres 1 & 2), regia di Abdellatif Kechiche
  - La religiosa (La religieuse), regia di Guillaume Nicloux
  - Les Chevaux de Dieu, regia di Nabil Ayouch
  - Tutti pazzi per Rose (Populaire), regia di Régis Roinsard

Migliore sceneggiatura originale o adattamento
- Anne Paulicevich e Philippe Blasband - Tango Libre
  - Fien Troch - Kid
  - Peter Brosens e Jessica Woodworth - La quinta stagione (La Cinquième Saison)
  - Philippe Blasband e Sam Garbarski - Vijay - Il mio amico indiano (Vijay and I)

Miglior attore
- Benoît Poelvoorde - Une place sur la Terre
  - Sam Louwyck - La quinta stagione (La Cinquième Saison)
  - François Damiens - Tango Libre
  - Jan Hammenecker - Tango Libre

Migliore attrice
- Pauline Étienne - La religiosa (La religieuse)
  - Astrid Whettnall - In nome del figlio (Au nom du fils)
  - Lubna Azabal - Goodbye Morocco
  - Déborah François - Tutti pazzi per Rose (Populaire)

Miglior attore non protagonista
- Laurent Capelluto - Le Temps de l'aventure
  - Bouli Lanners - 11.6
  - Olivier Gourmet - Grand Central
  - David Murgia - Je suis supporter du Standard
  - Renaud Rutten - Une chanson pour ma mère

Migliore attrice non protagonista
- Catherine Salée - La vita di Adele - Capitolo 1 & 2 (La vie d'Adèle: Chapitres 1 & 2)
  - Dominique Baeyens - In nome del figlio (Au nom du fils)
  - Nicole Shirer - Bxl/Usa
  - Christelle Cornil - Landes

Migliore promessa maschile
- Achille Ridolfi - In nome del figlio (Au nom du fils)
  - Bent Simons - Kid
  - Steve Driesen - Landes
  - Mehdi Dehbi - Le Sac de farine

Migliore promessa femminile
- Pauline Burlet - Il passato (Le Passé)
  - Mona Walravens - La vita di Adele - Capitolo 1 & 2 (La Vie d'Adèle - Chapitres 1 & 2)
  - Rania Mellouli - Le Sac de farine
  - Anne Paulicevich - Tango Libre

Miglior fotografia
- Hichame Alaouié - Les Chevaux de Dieu
  - Christophe Beaucarne - Mood Indigo - La schiuma dei giorni (L'Écume des jours)
  - Virginie Saint-Martin - Tango Libre

Miglior sonoro
- Frédéric Demolder, Emmanuel de Boissieu, Luc Thomas e Franco Piscopo - Ernest & Celestine (Ernest et Celestine)
  - Philippe Charbonnel, Guilhem Donzel, Matthieu Michaux - In nome del figlio (Au nom du fils)
  - Marc Bastien e Thomas Gauder - Tango Libre

Migliore scenografia
- Véronique Sacrez - Tango Libre
  - Igor Gabriel - La quinta stagione (La Cinquième Saison)
  - Catherine Cosme - Le monde nous appartient

Migliori costumi
- Catherine Marchand - Vijay - Il mio amico indiano (Vijay and I)
  - Nathalie Deceuninck e Aliette Vliers - Une chanson pour ma mère
  - Élise Ancion - Une place sur la Terre

 Migliore colonna sonora 
- Ozark Henry - Le monde nous appartient
  - Michelino Bisceglia - In nome del figlio (Au nom du fils)
  - Christophe Vervoort - Le Sac de farine

Miglior montaggio
- Marie-Hélène Dozo - Kinshasa Kids
  - Ewin Ryckaert - Tango Libre
  - Sandrine Deegen - Vijay - Il mio amico indiano (Vijay and I)

Miglior cortometraggio
- Welkom, regia di Pablo Munoz Gomez
  - Bowling killers, regia di Sébastien Petit
  - Le conseiller, regia di Elisabet Lladó
  - Partouze, regia di Matthieu Donck

Miglior documentario
- La nuit qu'on suppose, regia di Benjamin d'Aoust
  - Amsterdam Stories USA, regia di Rob Rombout e Rogier van Eck
  - L'irrésistible ascension de Moïse Katumbi, regia di Thierry Michel
  - The Sound of Belgium, regia di Jozef Devillé

Premio onorario
- Emir Kusturica

Miglior opera prima
- Une chanson pour ma mère, regia di Joël Franka